# Benjamin Carr
Benjamin Carr   (Londres, 12 de setembre de 1768 - Filadèlfia, 24 de maig de 1831) va ser un compositor, cantant, professor i editor de música estatunidenc d'origen anglès.

## Biografia
Nascut a Anglaterra, Benjamin Carr va emigrar a Filadèlfia el 1793 i va obrir una notable botiga de música. Carr no només va trobar èxit com a editor, sinó que també va ser un notable tenor, organista i compositor. Va publicar 71 cançons al llarg de la seva vida i va tenir un paper important en el desenvolupament de la vida musical primerenca nord-americana.
Estudiant orgue amb Charles Wesley i composició amb Samuel Arnold a Anglaterra abans de la seva mudança a Amèrica, Carr va obrir la seva botiga de música a la seva arribada a Filadèlfia. Poc després de la seva arribada, Car va començar a organitzar i compondre el nou teatre de Filadèlfia. El 1794, va debutar a Filadèlfia com a tenor amb la "Old American Company" i va acompanyar el conjunt a Nova York més tard aquell mateix any. Carr va passar uns anys a Nova York, obrint una altra botiga de música i continuant interpretant i component.
Al seu retorn a Filadèlfia el 1797, es va fer conegut al "Pare de la música de Filadèlfia", gràcies a la seva participació amb tants aspectes de la vida musical a la ciutat. Va exercir d'organista a diverses esglésies durant la resta de la seva vida i va ajudar a fundar la "Musical Fund Society de Filadèlfia".